# Полика
По̀лика (на италиански: Pollica; на неаполитански: Poddeca, Подъка) е село и община в Южна Италия, провинция Салерно, регион Кампания. Разположено е на 280 m надморска височина. Населението на общината е 2460 души (към 2010 г.).